# Matti Alatalo (Eishockeytrainer)
Matti Alatalo (* 29. Oktober 1958 in Oulu) ist ein finnischer Eishockeytrainer. Zuletzt stand er bis zum Saisonende 2022/23 als Assistenztrainer in Diensten des HC Lugano aus der Schweizer National League. Sein Sohn Santeri Alatalo ist Berufseishockeyspieler.

## Karriere
Alatalo absolvierte ein Sportstudium und arbeitete Ende der 1980er Jahre als Assistenztrainer der Eishockeymannschaft der Cornell University.
Anfang der 1990er Jahre war er Teammanager des finnischen Erstligisten Tappara, in der Saison 1994/95 hatte er denselben Posten beim EC Klagenfurter AC in Österreich inne.
1995 wurde er Assistenztrainer der ZSC Lions in der Schweizer National League A (NLA) und gewann in seiner letzten Saison (1999/2000) in Zürich an der Seite von Cheftrainer Kent Ruhnke mit den Lions den Meistertitel. Anschließend war Alatalo zwei Jahre lang Cheftrainer des Zürcher Farmteams GC Küsnacht Lions in der National League B (NLB).
Er kehrte dann nach Finnland zurück, war fünf Jahre lang als Cheftrainer des Erstligisten JYP Jyväskylä (2002–2007) beschäftigt, betreute in der Saison 2007/08 den Staffelkonkurrenten HPK sowie ab 2008 mit Oulun Kärpät einen weiteren finnischen Erstligisten als Cheftrainer. Im Dezember 2009 trennte man sich.
Alatalo trat 2011 seine zweite Amtszeit als Cheftrainer bei den GC Küsnacht Lions an. Nach dem Ende der Saison 2016/17 wechselte er innerhalb der NLB zum EHC Visp. Im Oktober 2020 wurde Alatalo in Visp entlassen. Im Oktober 2022 erhielt er den Job als Assistenztrainer beim HC Lugano aus der Schweizer National League.